# Atari GTIA

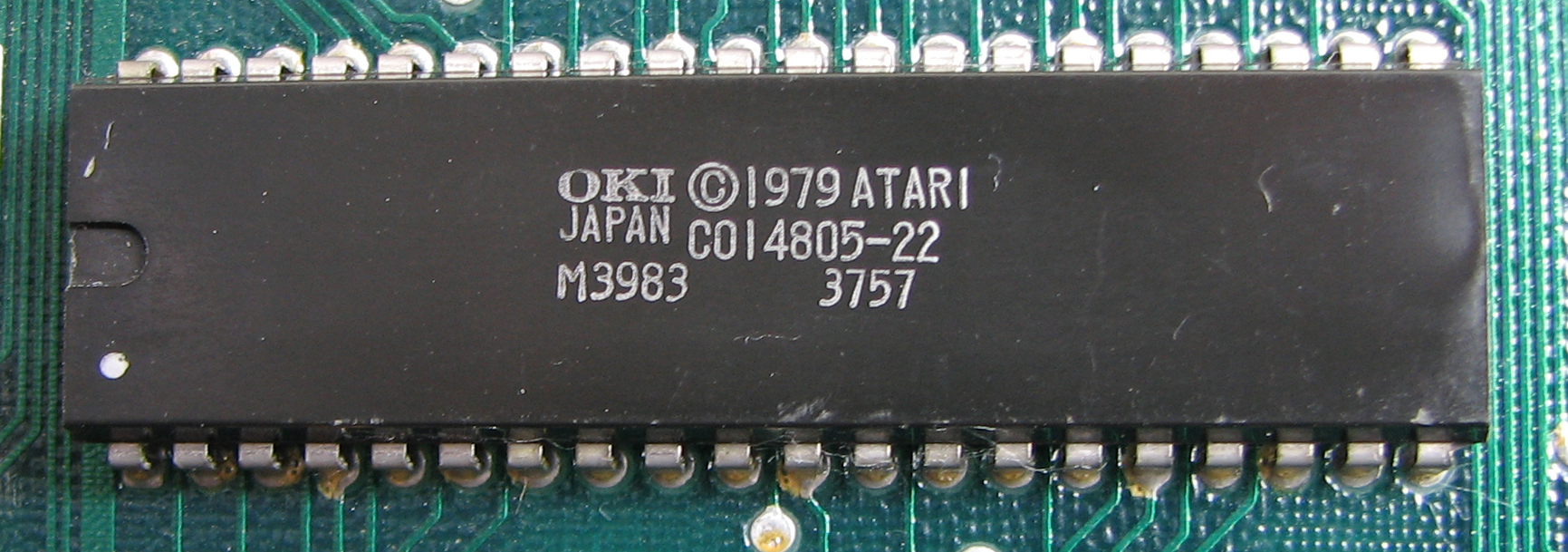
Chip GTIA manufacturado por Okidata

El Adaptador de Interfaz de Televisión de Jorge (George's Television Interface Adaptor o más formalmente Graphic Television Interface Adaptor GTIA en inglés.) es el sucesor del circuito integrado CTIA usado en las microcomputadoras Atari de 8 bits. El microprocesador GTIA también se usó en el Atari 5200. El chip fue diseñado por George McLeod.
El GTIA generaba la señal de TV de los datos que le enviaba ANTIC. Aunque el 6502 puede saltarse al Antic y generar un gráfico por sí mismo para luego enviar los datos al GTIA, era más lento. El GTIA disponía de sprites (en castellano: duendecillos), llamados jugadores {players} y proyectiles {missiles} que se usaban principalmente en los videojuegos.

## Capacidades
El chip GTIA agregaba las siguientes capacidades a las ya existentes en el CTIA:
- 256 colores en lugar de 128.

Esto se lograba extendiendo el rango de valores de luminancia de 8 a 16.
- 3 modos gráficos adicionales.

Los 3 modos tienen 80x192 pixeles, que se diferencian en los colores permitidos:
- Un modo que acepta 16 tonos {shades} (grados de saturación) de un mismo tinte {hue}.
- Un modo que permite 16 tintes {hue} para un único valor de saturación/luminancia {shade/luminance}.
- Un modo que acepta 9 colores diferentes de cualquier tinte/luminancia {hue/luminance}.

También, GTIA generaba el sonido de los clicks del teclado.
Además, debido a las diferencias en cómo el CTIA y el GTIA interactuaban con el televisor, los programas que dependían de los artificios de color {en inglés: color artifacts} se desplegaban de forma diferente.
Allá por 1981, todos los computadores Atari ya estaban equipados con el chip GTIA.
Véase también: ANTIC, TIA

## Versiones
Por número de parte:
- C014805 — NTSC. NTSC, EU de NA.
- C014889 — PAL. PAL, Europa.
- C020120 — FGTIA.SECAM, Francia.
- C020577 — CGIA. ANTIC y GTIA combinados.

## Errores
Los computadores Atari XE destinados a Europa del Este fueron fabricados en China. La mayoría tenía un chip PAL GTIA (código C014889) defectuoso. Los valores de luminancia en el modo gráfico 9 y superiores mostraban rayas en la pantalla. La única solución era cambiar el chip.